# Мидзяева, Галина Ивановна
Галина Ивановна Мидзяева (8 октября 1941, Саратов — 29 ноября 2024, Уфа) — советская и российская актриса и театральный педагог. Народная артистка Российской Федерации (1995).

## Биография
Мидзяева Галина Ивановна родилась 29 октября 1941 года в г. Саратов.
После школы работала контролёром на электроламповом заводе, затем в статистическом управлении, в поликлинике. Работая на заводе, занималась в Народном театре. В 1964 году окончила Саратовское театральное училище им. И. А. Слонова (педагог — Бржевский С. И.).
По окончании училища с 1964 по 1965 годы работала в Сызранском Театре драмы им. А. Н. Толстого. Уфимский режиссёр после просмотра  дипломного спектакля с участием её мужа Анатолия Хаустова пригласил его в свой театр. Галина Ивановна переехала вместе с ним в Уфу.
С 1965 по 2012 год служила в Башкирском республиканском русском Драматическом театре, где сыграла почти 150 ролей.
С 1970-годов преподавала в Уфимском училище искусств, с 1992 года — в Уфимском институте искусств, где выпустила три актёрских курса.
Умерла 29 ноября 2024 года в Уфе в возрасте 83 лет.

## Роли в спектаклях
- Оль-Оль («Дни нашей жизни» Л.Андреева),
- Оксана («Гибель эскадры» А.Корнейчука),
- Царица Ирина («Царь Фёдор Иоаннович» А.К.Толстого),
- Катюша Маслова («Воскресение» Л.Н.Толстого),
- Устинья («Свои люди ― сочтёмся»),
- Барабошева («Правда — хорошо, а счастье лучше»),
- Глафира («Волки и овцы», все — А.Н.Островского),
- Маша («Эшелон» М.Рощина),
- Джамиля («Похищение девушки» М.Карима),
- Серафима Ильинична («Самоубийца» Н.Эрдмана),
- Дорина («Тартюф» Ж.-Б.Мольера),
- Раневская («Вишнёвый сад» А.П.Чехова),
- Бабка («Семейный портрет с посторонним» С.Лобозерова)

## Награды и звания
- Народная артистка Российской Федерации (27 января 1995) — за большие заслуги в области искусства
- Заслуженная артистка РСФСР (1986)[2]
- Заслуженная артистка Башкирской АССР (1979) — за заслуги в развитии театрального искусства
- Лауреат Премии театральных деятелей Республики Башкортостан имени Бэдэр Юсуповой — за лучшую женскую роль (Памелла в спектакле «Дорогая Памелла»)
- Лауреат Республиканской театральной премии Союза театральных деятелей и Министерства культуры «Алтын Ай» — за исполнение роли Анастасии Владимировны в спектакле «Годы странствий»
- Дважды лауреат республиканского рейтинга «Пресса» за 2006 и 2007 годы.